# Landkreis Schieratz

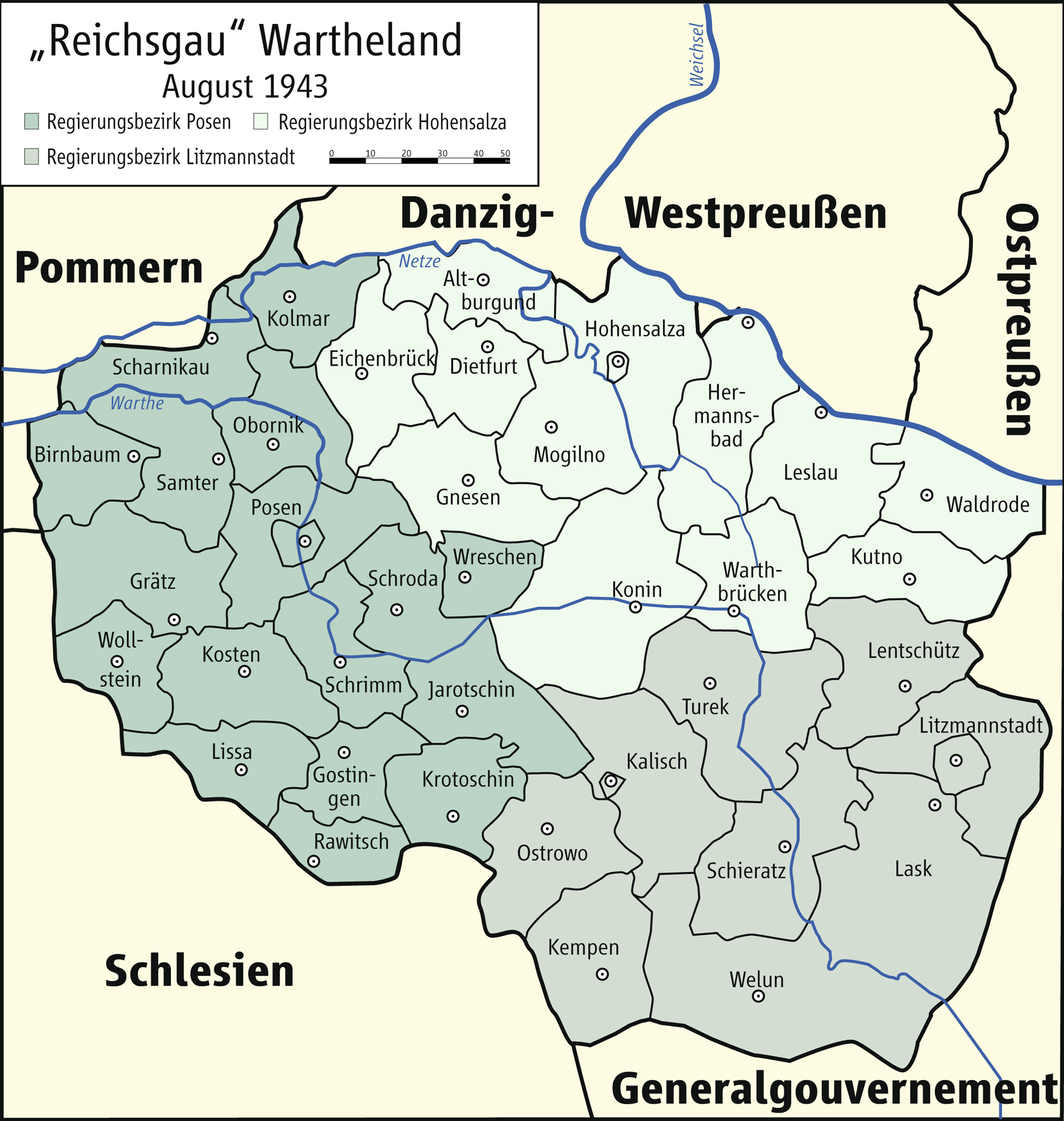
Regierungsbezirke und Kreise im Reichsgau Wartheland

Landkreis Schieratz war während des Zweiten Weltkrieges der Name einer deutschen Verwaltungseinheit im besetzten Polen (1939–1945).

## Vorgeschichte (1793 bis 1807)
Das Gebiet um die westpolnische Stadt Sieradz gehörte nach der Zweiten Teilung Polens von 1793 bis 1807 vorübergehend als eigener Kreis Sieradz zur preußischen Provinz Südpreußen.

## Verwaltungsgeschichte
Zu Beginn des Zweiten Weltkrieges besetzten deutsche Truppen den westpolnischen Powiat Sieradz, die Kreisstadt Sieradz wurde am 3. September 1939 eingenommen.
Am 26. Oktober 1939 wurde der Powiat unter der Bezeichnung Landkreis Sieradz (ab 21. Mai 1941 Landkreis Schieratz) an das Deutsche Reich angeschlossen, was als einseitiger Akt der Gewalt völkerrechtlich aber unwirksam war. Der Landkreis wurde Teil des Regierungsbezirkes Kalisch (ab 1941: Regierungsbezirk Litzmannstadt) im Reichsgau Wartheland.
Sitz des deutschen Landratsamtes wurde die Kreisstadt Sieradz.
1944 wurde im Süden des Landkreises ein Truppenübungsplatz der Wehrmacht angelegt, dazu wurde am 1. Oktober 1943 ein Teil der Landgemeinde Konopnica aus dem Nachbarkreis Wieluń angegliedert, ebenso Teile der Landgemeinden Sędziejowice, Widawa und Zapolice aus dem Nachbarkreis Łask.
Mit dem Einmarsch der Roten Armee im Januar 1945 endete die deutsche Besetzung.

## Politik

### Landkommissar
1939–9999: Friedrich Rippich

### Landräte
1939–1942: Friedrich Rippich (kommissarisch)
1942–1945: August Pfeiffer

## Kommunale Gliederung
Der Landkreis Schieratz gliederte sich in zwei Stadtgemeinden (Sieradz und Zduńska Wola) und 19 Landgemeinden, die in Amtsbezirken zusammengefasst waren.

## Größe
Der Landkreis Schieratz hatte eine Fläche von 1422 km².

## Bevölkerung
Der Landkreis Schieratz hatte im Jahre 1941: 168.191 meist polnische Einwohner.
Die deutschen Besatzungsbehörden vertrieben zwischen dem 1. Dezember 1939 und dem 31. Dezember 1943 fast 29.000 Polen aus dem Gebiet, die jüdische Bevölkerung wurde zunächst in Ghettos in Sieradz, Zduńska Wola und Złoczew zusammengezogen und 1942 in den Vernichtungslagern Chełmno und Auschwitz ermordet.
Die vorübergehend angesiedelten Deutschen (im Jahre 1942 20.637 Personen, etwa 13 % der Bevölkerung) flohen gegen Ende der deutschen Besetzung wieder.

## Ortsnamen
Am 18. Mai 1943 erhielten alle Orte mit einer Post- oder Bahnstation deutsche Namen, dabei handelte es sich meist um lautliche Angleichungen, Übersetzungen oder freie Erfindungen.
Liste der Städte und Amtsbezirke im Landkreis Schieratz:
| polnischer Name | deutscher Name (1943–1945) | polnischer Name | deutscher Name (1943–1945)            |
| --------------- | -------------------------- | --------------- | ------------------------------------- |
| Barczew         | Barczew                    | Rossoszyca      | Roßhagen                              |
| Bartochów       | Bartochow                  | Sieradz         | 1939–1941 Sieradz 1941–1945 Schieratz |
| Bogumiłów       | Bogumilow                  | Szadek          | 1939–1943 Schadek 1943–1945 Schadeck  |
| Brzeźnio        | Birkenland                 | Warta           | Warta                                 |
| Charłupia Mała  | Charlupia Mala             | Wierzchy        | Wierzchy                              |
| Godnice         | Godnice                    | Wojsławice      | Wojslawice                            |
| Gruszczyce      | Gruschütz                  | Wróblew         | Wehrburg                              |
| Klonowa         | Klarengrund                | Zadzim          | Scharhausen                           |
| Krokocice       | Krokocice                  | Zduńska Wola    | Freihaus                              |
| Majaczewice     | Majaczewice                | Złoczew         | Schlötzau                             |
| Męka            | 1939–1945 Menka            |                 |                                       |
| Urszulin        | Urschulin                  |                 |                                       |